# Pascal Miézan
Pascal Miézan   (Gagnoa, 3 d'abril de 1959 - Abidjan, 31 de juliol de 2006) és un exfutbolista ivorià de la dècada de 1980.
Fou internacional amb la selecció de futbol de Costa d'Ivori.
Pel que fa a clubs, destacà a Lierse.